# René Hooghiemster
René Hooghiemster (Tytsjerksteradiel, 30 de juliol de 1986) és un ciclista neerlandès, professional des del 2007 i actualment a l'equip Baby-Dump Cyclingteam.

## Palmarès
- 2010
  - 1r a la Parel van de Veluwe
- 2011
  - 1r a la Baronie Breda Classic
  - Vencedor d'una etapa al Tour de Loir i Cher